# Банкова, Татьяна Борисовна
Татьяна Борисовна Банкова (р. 17 ноября 1954, Томск-7 (современный Северск) — советский российский филолог, преподаватель высшей школы. Кандидат филологических наук (1988). Лауреат Государственной премии РФ в области науки и техники за комплексное исследование русских говоров Среднего Приобья (1964—1995 гг.) (1997). Доцент кафедры русского языка филологического факультета Томского государственного университета (с 2006).

## Биография
Выпускница филологического факультета Томского государственного университета (1980).
Подготовила 4 кандидата наук.